# Aldri Anunciação
Aldri Anunciação (Salvador, 17 de junho de 1977) é um ator, dramaturgo, roteirista, apresentador de televisão e diretor brasileiro. Autor do sucesso Namíbia, Não! que originou o longa-metragem Medida Provisória, dirigido por Lázaro Ramos. É âncora do programa Conexão Bahia e do programa Conversa Preta, ambos da Rede Bahia/Globo.

## Biografia
Aldri se deslocou da Bahia para atuar no espetáculo "O Sonho" (direção de Gabriel Vilela) dirigindo-se ao Rio de Janeiro, onde bacharelou-se em Estética e Teoria do Teatro na UNIRIO (Universidade Federal do Estado do Rio de Janeiro) e onde desenvolveu uma carreira de ator com diversas inserções em programas de televisão (Rede Globo, Rede Bandeirantes, Rede Record e Canal Futura), assim como em espetáculos teatrais na cidade do Rio de Janeiro. É filho do advogado, radialista e ex-deputado estadual Alcindo da Anunciação e de Josetildes Alves da Anunciação. 
Em 2009 inicia uma série de estágios em direção de óperas em cidades europeias e realiza o texto teatral Namíbia, Não!, que veio a ser selecionado para o Núcleo de Leituras - Negro Olhar no Centro de Cultura Laura Alvim, onde causou uma surpresa com a boa recepção do público do evento. Esse mesmo texto foi premiado (junto com mais outros dois autores) com o Prêmio FAPEX de Teatro de 2012, sendo ainda editado pela Editora EDUFBA em 2012, com uma tiragem de 2 .000 exemplares. Namíbia, Não! em 2012 foi uma das atrações do FIAC (Festival  Internacional de Teatro da Bahia) através de uma leitura dramática. Em 2013 vence (como autor) o Prêmio Jabuti de Literatura (2013) na categoria Ficção Juvenil.
Em 2013 cria, juntamente com Leonel Henckes, o festival Nova Dramaturgia da Melanina Acentuada, mais tarde rebatizado de Festival Dramaturgias da Melanina Acentuada com edições em São Paulo (2012/2013) no Teatro de Arena Eugênio Kusnet, Salvador/BA (2014, 2016, 2018), Rio de Janeiro (2015) no Teatro Dulcina. Em 2018 o projeto desdobrou-se na criação do portal Dramaturgias da Melanina Digital (www.melaninadigital.com)
Em novembro de 2014 é agraciado com a Comenda do Mérito Cultural do Estado da Bahia em cerimônia no Teatro Castro Alves, Salvador, juntamente com outros nomes da cultura baiana como Gilberto Gil, Emanuel de Araújo, bem como Jorge Amado, João Ubaldo Ribeiro e Dorival Caymmi (póstuma). Em 2015, estreia seu segundo texto na capital paulista, no Centro Cultural Banco do Brasil - CCBB com patrocínio do Banco do Brasil com boa receptividade do público e da crítica. A peça é uma direção tripartite de Márcio Meirelles, Lázaro Ramos e Fernando Philbert. Em 2016 estreou como diretor ao montar seu texto "A Mulher do Fundo do Mar" no Teatro do Goethe Institut, Salvador/BA com atuação da atriz baiana Iami Rebouças. Em 2019, homenageou os 80 anos do ator Antônio Pitanga em montagem do texto Embarque Imediato, de sua autoria, com atuação do octogenário ator brasileiro ao lado do filho Rocco Pitanga e com participação de Camila Pitanga. Atualmente está à frente do programa Conexão Bahia na TV Bahia/Globo, onde faz reportagens especiais sobre cotidiano, vida e tradição dos baianos, além de conduzir o quadro Vumbora, que desperta novos olhares acerca de lugares da Bahia, na capital ou no interior do estado. Criou, escreveu e é âncora do programa Conversa Preta, também na TV Bahia/Globo.

## Filmografia

### Televisão
| Ano          | Título             | Papel/Função                 | Emissora              | Nota(s)                                                                                             |
| ------------ | ------------------ | ---------------------------- | --------------------- | --------------------------------------------------------------------------------------------------- |
| 2023         | Cara e Coragem     | Promotor                     | TV Globo              | Episódio: "13 de janeiro"                                                                           |
| 2020         | Conversa Preta     | Âncora, criador e roteirista | Rede Bahia/Rede Globo | Primeiro programa na televisão aberta do Brasil apresentado, dirigido e roteirizado por negros(as). |
| 2020         | Benção             | Arthur                       | Canal Brasil          | Protogonista. Produção: Ausgang Filmes. Série com 8 episódios de 52"                                |
| 2017 - atual | Conexão Bahia      | Âncora                       | Rede Bahia/Rede Globo | Revista semanal exibida aos sábados às 8h da manhã                                                  |
| 2018         | Segundo Sol        | Artur                        | Rede Globo            | [ 12 ]                                                                                              |
| 2014         | Sexo e as Negas    |                              | Rede Globo            | 1 Episódio                                                                                          |
| 2009 - 2010  | Educação Ambiental | Direção Geral                | Bandeirantes          | 30 episódios                                                                                        |
| 2009         | A Lei e o Crime    | Eurico                       | Rede Globo            | |
| 2008         | Amor e Intrigas    | Uórdison                     | SBT                   | |
| 2004         | A Diarista         | Enfermeiro                   | Rede Globo            | |
| 2005         | A Diarista         | Jackson                      | Rede Globo            | |
| 2001         | Porto dos Milagres | Juca                         | Rede Globo            | |
| 2000/2001    | Alô, Vídeo Escola  | Vanderson                    | Canal Futura          | |
| 2000         | Brava Gente        | Vicente                      | Rede Globo            | |
| 1999         | Mulher             | Rubinho                      | Rede Globo            | |
| 1998         | Malhação           | Nankim                       | Rede Globo            | Temporada 4                                                                                         |

### Cinema - Ator
| Ano  | Título                         | Papel      | Nota(s)                                                        |
| ---- | ------------------------------ | ---------- | -------------------------------------------------------------- |
| 2022 | Aos Nossos Filhos              | Pedro      |                                                                |
| 2022 | Medida Provisória              | Ivan       |                                                                |
| 2019 | Ilha                           | Henrique   | Venceu o Prêmio de melhor ator no Festival de Brasília de 2018 |
| 2017 | Café com Canela                | Antônio    |                                                                |
| 2014 | Bach in Brazil                 | Cândido    |                                                                |
| 2009 | Strovengah                     | Caseiro    |                                                                |
| 2007 | Revoada                        | Gitirana   |                                                                |
| 2006 | Muito Gelo e Dois Dedos D'Água | Ted        |                                                                |
| 2005 | A Máquina                      | Repórter 2 |                                                                |
| 2005 | Mais uma vez amor              | Bob        |                                                                |
| 2003 | Saudade/Sehnsucht              | Miguel     |                                                                |

### Cinema - Roteirista
| Ano de escrita | Lançamento          | Título                      | Produtoras                    | Coprodutora                                | Direção                    |
| -------------- | ------------------- | --------------------------- | ----------------------------- | ------------------------------------------ | -------------------------- |
| 2018           | 2020                | Medida Provisória           | Lereby Produções, Lata Filmes | Melanina Acentuada Produções, Globo Filmes | Lázaro Ramos               |
| 2019           | 2019                | 2 de Júlio (média metragem) | Rede Bahia                    |                                            | Mira Silva e Pedro Santana |
| 2018           | em fase de produção | Teatro de Chocolate         |                               |                                            |                            |

## Teatro

### Teatro - Ator
| Ano          | Título                        | Direção                                                         | Papel                    |
| ------------ | ----------------------------- | --------------------------------------------------------------- | ------------------------ |
| 2015         | O Campo de Batalha            | Márcio Meirelles. Codireção de Lázaro Ramos e Fernando Philbert | Soldado 1                |
| 2011 - atual | Namíbia, Não!                 | Lázaro Ramos                                                    | Antônio                  |
| 2008/2009    | Um Homem Célebre (Opereta)    | Pedro Paulo Rangel                                              | Tenório                  |
| 2007         | Dom Quixote de Lugar Nenhum   | Ruy Guerra                                                      | Vendeiro                 |
| 2006         | Otelo da Mangueira (Musical)  | Gustavo Gasparani                                               | Sabiá                    |
| 2005         | Os Negros, de Jean Genet      | Luis Antônio Pilar                                              | o governador             |
| 2004         | Dorotéia, de Nélson Rodrigues |                                                                 | Dona Assunta da Abadia   |
| 1996/1997    | O Sonho                       | Gabriel Vilela                                                  | Vidraceiro e Os Ventos   |
| 1995         | Os Negros, de Jean Genet      | Carmen Paternostro                                              | O Criado                 |
| 1994         | O Inspetor Geral de Gogol     |                                                                 | Professor Lucas Luckitch |

### Teatro - Autor
| Ano          | Título                         | Direção                                                         |
| ------------ | ------------------------------ | --------------------------------------------------------------- |
| 2019         | Embarque Imediato              | Márcio Meirelles                                                |
| 2019         | Peles Negras, Máscaras Brancas | Onisajé                                                         |
| 2016         | A Construção                   | Hebe Alves                                                      |
| 2016         | A Mulher do Fundo do Mar       | Aldri Anunciação                                                |
| 2015         | O Campo de Batalha             | Márcio Meirelles. Codireção de Lázaro Ramos e Fernando Philbert |
| 2011 - atual | Namíbia, Não!                  | Lázaro Ramos                                                    |

### Ópera
| Ano  | Título                          | Papel/Funçao                    | Nota(s)                                        |
| ---- | ------------------------------- | ------------------------------- | ---------------------------------------------- |
| 2009 | Fidélio                         | Assistente de Direção Artística | Klagenfurt Bundestheater - Austria             |
| 2010 | Tosca                           | Assistente de Direção           | Salzburger Landestheater - Salzburgo - Áustria |
| 2010 | Die Meistersinger von Nürenberg | Assistente de Direção           | Komische Oper Berlin                           |

## Livros
- 2023- Pretamorphosis-Biografia não autorizada de um ex-branco - Editora Malê
- 2020 - Trilogia do Confinamento - Editora Perspectiva[18]
- 2019 - Antimemórias de uma travessia interrompida - In: Dramaturgia Negra (org). Edições FUNARTE[19]
- 2014 - Niemals Namibia - Fischer Verlag - Alemanha[20]
- 2012 - Namíbia, Não! - Editora EDUFBA

## Prêmios
|  |

|  |

### Enquetes digitais
| Ano  | Premiação           | Categoria    | Trabalho      | Resultado | Ref    |
| ---- | ------------------- | ------------ | ------------- | --------- | ------ |
| 2012 | Prêmio R7 de Teatro | Melhor Texto | Namíbia, Não! | Venceu    | [ 30 ] |